# هسپرتین
هسپرتین (به انگلیسی: Hesperetin) با فرمول شیمیایی C۱۶H۱۴O۶ یک ترکیب شیمیایی است. که جرم مولی آن ۳۰۲٫۲۷ g/mol می‌باشد. 